# 韩民春
韩民春（1968年10月—），男，汉族，辽宁大连人，中华人民共和国政治人物。现任华中科技大学教授，博士生导师，民建湖北省委副主委。第十四届全国政协委员。